# تپه قانلی
تپه قانلی مربوط به دوران‌های تاریخی پس از اسلام است و در شهرستان تاکستان، بخش مرکزی شهرستان تاکستان، شهر نرجه واقع شده و این اثر در تاریخ ۱۶ آبان ۱۳۷۹ با شمارهٔ ثبت ۲۸۶۶ به‌عنوان یکی از آثار ملی ایران به ثبت رسیده است.